# Кенан Онер
Кенан Онер (тур. Kenan Öner) — турецький боксер, призер чемпіонату Європи.

## Спортивна кар'єра
1990 року на молодіжному чемпіонаті світу в Лімі Кенан Онер зайняв п'яте місце.
На чемпіонатах світу 1991 в категорії до 63,5 кг та 1993 в категорії до 67 кг він програв в першому бою.
1993 року завоював срібну медаль на Середземноморських іграх. На чемпіонаті Європи 1993, що проходив в Бурсі, Онер теж завоював срібну медаль, здобувши чотири перемоги і програвши в фіналі Віталіюсу Карпачяускасу (Литва) — 2-5.